# 小维滕塞
小维滕塞（德語：Klein Wittensee）是德国石勒苏益格－荷尔斯泰因州的一个市镇。总面积4.30平方公里，总人口194人，其中男性90人，女性104人（2011年12月31日），人口密度45人/平方公里。

## 地理位置
小维滕塞位於倫茨堡東北約10公里處的Hüttener山邊緣，位於維滕湖東北岸。最近的火車站位於倫茨堡和埃肯弗德，可乘坐巴士抵達。